# Salmão

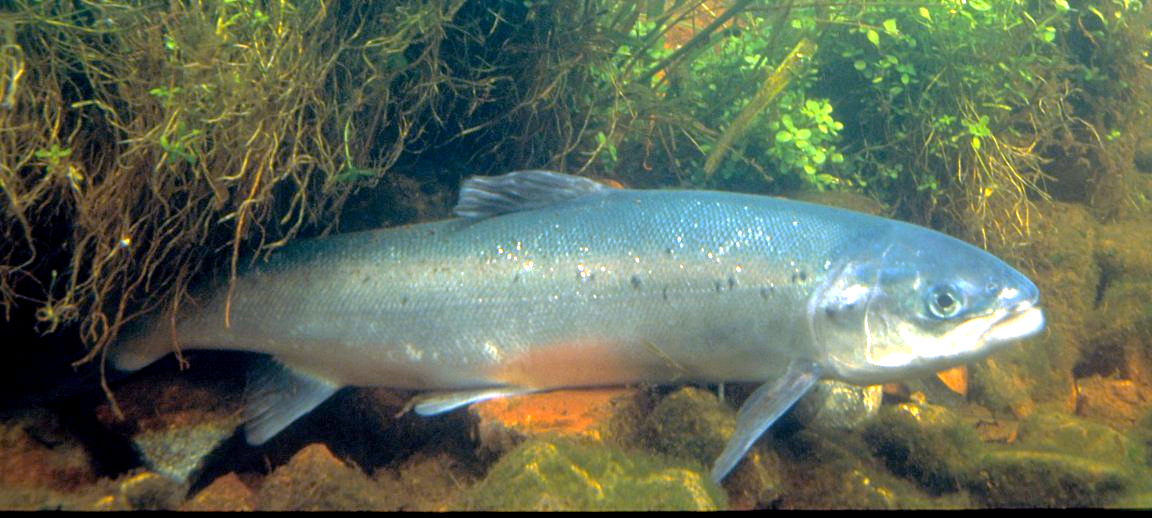
Salmão (Salmão salar)

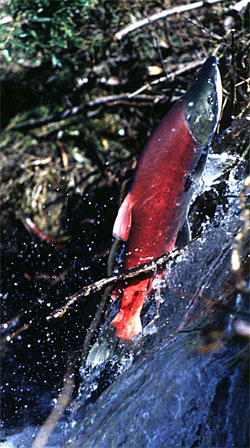

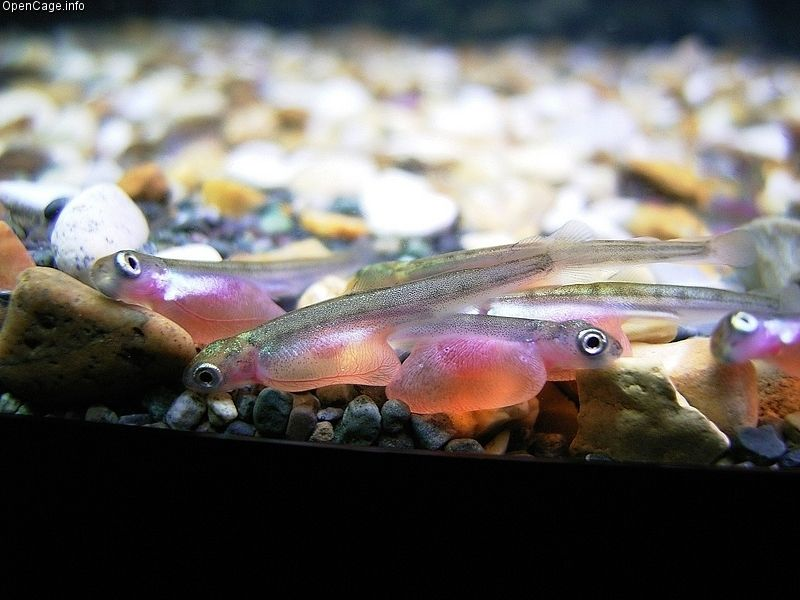

Salmão é o nome vulgar de várias espécies de peixes da família Salmonidae, que também inclui as trutas, típicos das águas frias do norte da Eurásia e da América. Várias espécies são criadas em aquacultura, especialmente a espécie Salmo salar.
O salmão do Oceano Pacífico volta do mar à água doce para se reproduzir, quase sempre ao mesmo rio em que nasceu. À medida que se aproxima a época da procriação, a cabeça do macho muda de forma, alongando e curvando a mandíbula inferior em forma de gancho e a carne ganha uma coloração esbranquiçada. Enquanto o salmão do Oceano Pacífico morre após a reprodução, o do Atlântico se reproduz mais de uma vez.
A cor vermelha do salmão é devida a um pigmento chamado astaxantina. O salmão é basicamente um peixe branco e o pigmento vermelho é proveniente das algas e dos organismos unicelulares, que são ingeridos pelos camarões do mar; o pigmento é armazenado no músculo do camarão ou na casca. Quando os camarões são comidos pelo salmão, estes também acumulam o pigmento nos seus tecidos adiposos. Como a dieta do salmão é muito variada, o salmão natural toma uma enorme variedade de cores, desde branco ou um cor-de-rosa suave a um vermelho vivo. Em cativeiro, é comum o uso de corantes artificiais na alimentação do cardume para tingimento da carne.
Permanece na água doce nos dois ou três primeiros anos de vida antes de ir para o mar. Suporta temperaturas baixas em água doce ou salgada. O salmão adulto é alimento de focas, ursos, lobos, tubarões, baleias e seres humanos. A imensa maioria do Salmão do Atlântico disponível no mercado mundial é produzida em cativeiro (quase 99%), enquanto que a maioria do Salmão do Pacífico é capturada em estado selvagem (mais de 80%).
As seguintes informações referem-se a 100 g de Salmão Atlântico criado em cativeiro:
| Item                  | Quantidade | Necessidade Diária* |
| --------------------- | ---------- | ------------------- |
| Calorias              | 261,95     | 10%                 |
| Triptofano            | 0,33g      | 103%                |
| Vitamina D            | 411 UI     | 102%                |
| Ácidos Graxos Ômega-3 | 2,09g      | 87,1%               |
| Selenio               | 53,07mcg   | 75,8%               |
| Proteína              | 29,14g     | 58%                 |
| Vitamina B3           | 11,34 mg   | 56%                 |
| Vitamina B12          | 3,25mcg    | 54%                 |
| Fosfóros              | 420 mg     | 42%                 |
| Magnésio              | 138,35 mg  | 34%                 |
| Vitamina B6           | 0,52 mg    | 26%                 |

*Dados com base em uma dieta de 2.500 kcal diarias.